# Gallocaris inermis
Gallocaris inermis is een garnalensoort uit de familie van de Atyidae. De wetenschappelijke naam van de soort is voor het eerst geldig gepubliceerd in 1937 door Fage.